# Igor Ter-Owanesian
Igor Ter-Owanesian Игорь Арамович Тер-Ованесян  (ur. 19 maja 1938 w Kijowie) – mający armeńskie i ukraińskie korzenie lekkoatleta specjalizujący się w skoku w dal, który reprezentował Związek Socjalistycznych Republik Radzieckich.
Pięciokrotnie brał udział w igrzyskach olimpijskich (Melbourne 1956, Rzym 1960, Tokio 1964, Meksyk 1968 i Monachium 1972). Dwa razy stawał na najniższym stopniu olimpijskiego podium (w 1960 oraz 1964). Zdobywał też wielokrotnie medale mistrzostw Europy: złote w 1958, 1962 i 1969 oraz srebrne w 1966 i 1971. Odnosił także tryumfy podczas halowych mistrzostw Starego Kontynentu. Trzy razy okazywał się najlepszym zawodnikiem uniwersjady (w latach 1961–1965). Igor Ter-Owanesian dwukrotnie ustanawiał rekord świata na stadionie skacząc 10 czerwca 1962 roku w Erywaniu 8,31 oraz 19 października 1967 w Meksyku 8,35 (wyrównany wynik Ralpha Bostona z 1965). W latach 1956–1967 dziesięciokrotnie ustanawiał nowy rekord Związku Radzieckiego w skoku w dal. Medalista mistrzostw kraju oraz uczestnik meczów międzypaństwowych. Po zakończeniu kariery był trenerem radzieckiej kadry narodowej skoczków w dal. Rekord życiowy: stadion – 8,35 (19 października 1967, Meksyk); hala  – 8,23 (27 marca 1966, Dortmund).

## Osiągnięcia
| Rok  | Impreza                     | Miejsce      | Pozycja           | Wynik |
| ---- | --------------------------- | ------------ | ----------------- | ----- |
| 1956 | Igrzyska olimpijskie        | Melbourne    | –                 | –     |
| 1958 | Mistrzostwa Europy          | Sztokholm    | 1. miejsce        | 7,81  |
| 1960 | Igrzyska olimpijskie        | Rzym         | 3. miejsce        | 8,04  |
| 1961 | Uniwersjada                 | Sofia        | 1. miejsce        | 7,90  |
| 1962 | Mistrzostwa Europy          | Belgrad      | 1. miejsce        | 8,19  |
| 1963 | Uniwersjada                 | Porto Alegre | 1. miejsce        | 7,95  |
| 1964 | Igrzyska olimpijskie        | Tokio        | 3. miejsce        | 7,99  |
| 1965 | Uniwersjada                 | Budapeszt    | 1. miejsce        | 8,19  |
| 1966 | Europejskie igrzyska halowe | Dortmund     | 1. miejsce        | 8,23  |
| 1966 | Mistrzostwa Europy          | Budapeszt    | 2. miejsce        | 7,88  |
| 1968 | Europejskie igrzyska halowe | Madryt       | 1. miejsce        | 8,16  |
| 1968 | Igrzyska olimpijskie        | Meksyk       | 4. miejsce        | 8,12  |
| 1969 | Mistrzostwa Europy          | Ateny        | 1. miejsce        | 8,17  |
| 1970 | Halowe mistrzostwa Europy   | Wiedeń       | 5. miejsce        | 7,89  |
| 1971 | Halowe mistrzostwa Europy   | Sofia        | 2. miejsce        | 7,91  |
| 1971 | Mistrzostwa Europy          | Helsinki     | 2. miejsce        | 7,91  |
| 1972 | Igrzyska olimpijskie        | Monachium    | el. – 13. miejsce | 7,77  |